# 山上光治
山上光治（やまがみ みつじ 1924年 - 1948年3月23日）は、日本のヤクザ。岡組組員。広島県北広島町出身。広島抗争の主要人物として知られ、「殺人鬼」と呼ばれた。

## 来歴

### 出生～入隊
1924年（大正13年）、広島県山県郡八重町（現：北広島町）で生まれた。父は広島市大須賀町に出て、下駄店を営んでいた。1939年（昭和14年）3月に広島第一高等小学校を卒業し、満州国に渡って奉天造兵廠の検査工となった。
1944年（昭和19年）、呉市の海軍工廠に徴用工としてとられた。同年、広島市胡町の路上で、不良同士の喧嘩の仲裁をしたときに一方の不良と喧嘩になり、相手をナイフで刺した。その咎で呉鎮守府で軍法会議にかけられ、懲役2年の刑が確定した。その後広島刑務所に収監され、久留米、函館、北千島と移された。最後に函館少年刑務所で刑期を終え、結果的に合計1年6か月服役して仮出獄となった。
1945年（昭和20年）5月、山上に召集令状が発令され鳥取陸軍部隊に入隊した。

#### 岡組・村上組の動き
1945年（昭和20年）8月ごろ、天本菊美の子分であった岡敏夫が土木建築請負「岡組」の看板を掲げた。親分である天本が引退した後、岡がその跡目を受継ぎ、主として広島市東部一帯に勢力を張った。
またその同じころ、神農会秋月一家の流れをくむ祐森松男の身内だった村上三次が、テキヤ・村上組を結成した。村上組は広島駅前の一帯をなわ張りにして勢力を張った。村上三次の次男・村上正明は愚連隊の首領となっていた。村上正明と村上組幹部・村戸春一、村上組幹部・菅重雄は、岡の舎弟分だった。

### 復員～岡組の若衆へ
1945年（昭和20年）10月、山上は山県郡八重町の実家に帰郷した。同年11月、広島駅猿候橋口の闇市に姿を現すようになり、多少英語が出来た山上は進駐軍からキャメルやラッキーストライクなどの洋煙草を手に入れるとバラにして、闇市で売り始めた。山上の洋モクは評判となり瞬く間に売り切れた。
ある日、山村組の組員に闇市のショバ代を要求されたが、支払いを拒否したため暴力をふるわれた。その後も何度か襲撃されている。同年11月末も闇市で村上正明ら4、5人に捕まり、側頭部をピッケルで刺されるなど激しい暴行が加えられていた。しかしその現場には岡組組員が集まってきており、岡が村上らの暴行を止め、瀕死の状態に陥っていた山上を岡組が介抱した。怪我が完治すると山上は岡組の若衆となり、岡に村上正明への報復を直訴したが許可は得られなかった。

### 最初の服役
1946年（昭和21年）4月16日夜、山上は岡の親類筋の男ら2人とともに、広島市旭町の旧広島被服廠倉庫に隠退蔵物資を盗みに押し入った。梱包類を運び出し始めたときに警備員の泉に発見され、山上は (結果的に) 泉を拳銃で撃って逃走した。しかし10日後の4月26日警察に自首し、広島刑務所に拘置された。裁判は東洋工業（現：マツダ）の本社工場で行われ、山上は無期懲役の判決を受けて広島刑務所に服役した。山上は服役中に短歌の創作に没頭し、9月21日ごろから45日に渡る断食を行った。11月4日に栄養失調による重症状態に陥り、刑の執行が停止され広島赤十字病院に入院した。その後刑務所病舎に移され、吉島の刑務所で岡が引き取り柳橋の自宅兼岡組事務所へ連れて帰った。同日中に意識を回復して食事を取り、10日ほどで京橋川畔まで歩いていける状態になった。

### 広島抗争
1946年（昭和21年）11月10日夜、広島市における第一次広島抗争が勃発した。それ以降山上は広島市における第一次広島抗争の中心人物となり、村上組幹部・菅重雄、山口芳徳（岡組組員で村上組預かり）、吉川輝男（岡組組員で村上組預かり）を射殺した。

### 自決
1948年（昭和23年）3月23日午後5時、広島市猿猴橋町の日劇で映画観賞中に、広島東警察署の捜査員2人に発見された。「おーい、だれか道場のもん、おるかあ。おったら聞いてくれー！親分を頼むぞー！みんなもありがとなー！」山上は叫び終わると逃げ込んだ酒店の五右衛門風呂の風呂釜の中で、右こめかみを自身の拳銃であるブローニング38口径オートマチックで撃って自決した。